# Баллиндаггин
Баллиндаггин (англ. Ballindaggin; ирл. Baile an Daingin) — деревня в Ирландии, находится в графстве Уэксфорд (провинция Ленстер).